# Westendhaus

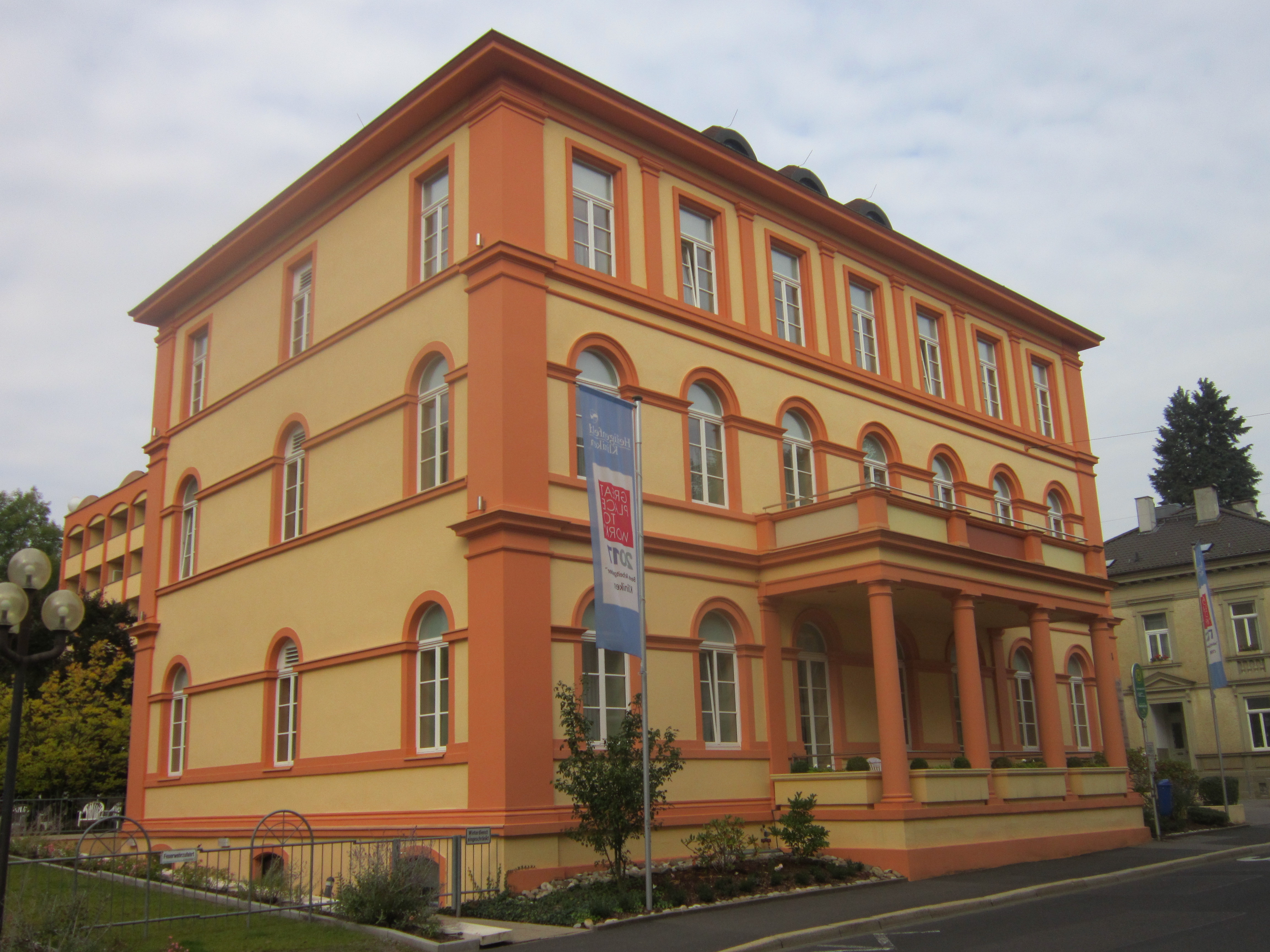
Das Westendhaus in der Bismarckstraße 24 in Bad Kissingen

Das Westendhaus ist ein Kurhaus in der Bismarckstraße in Bad Kissingen, im unterfränkischen Landkreis Bad Kissingen. Es gehört zu den ehemaligen Ehemalige Baudenkmäler und ist unter der Nummer D-6-72-114-15 in der Bayerischen Denkmalliste registriert.

## Lage

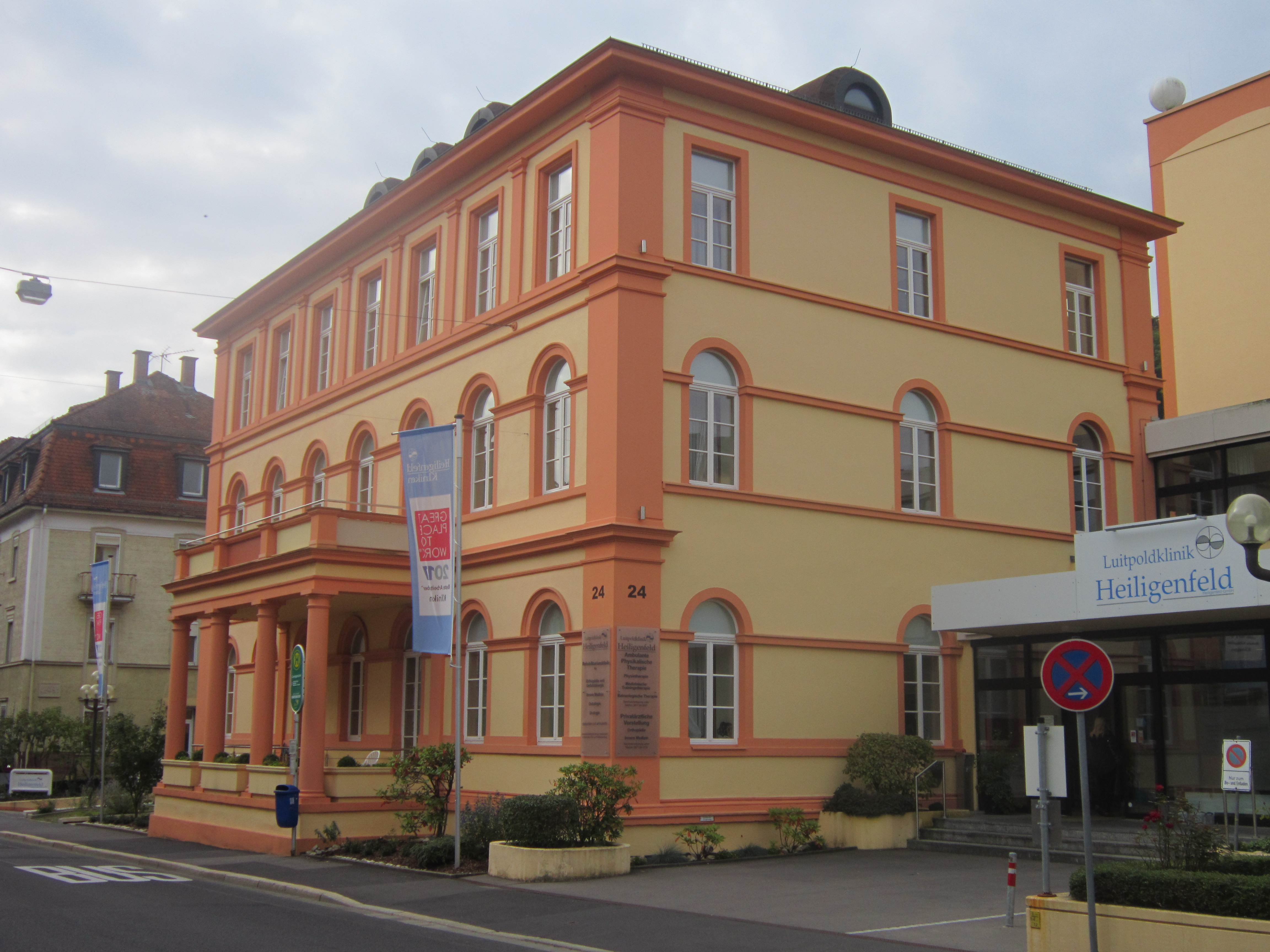
Das Westendhaus, 2017

Das Westendhaus liegt in der Bismarckstraße 24, auf der kleinen Seite des Kurviertels, rechts (westlich) der Fränkischen Saale, gegenüber dem Regentenbau. Das Westendhaus liegt unweit südlich der Ludwigsbrücke, am Fuße des Altenbergs.

## Geschichte

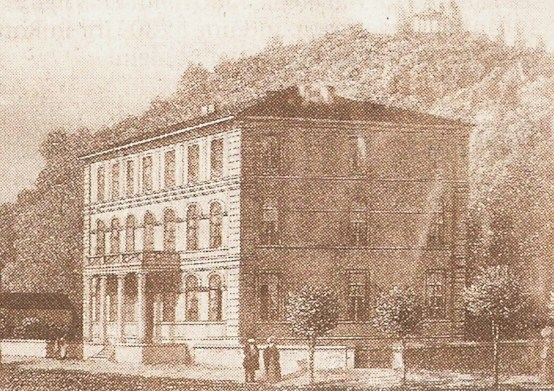
Das Westendhaus mit Altenberg, 1850

Das Westendhaus wurde um da Jahr 1840 vermutlich von Architekt Johann Gottfried Gutensohn im klassizistischen Stil errichtet. Bauherr des Westendhauses war der Badearzt Heinrich Carl Welsch, der hier eine eigene Praxis eröffnete.
Bei dem Anwesen handelt es sich um einen dreigeschossigen Walmdachbau mit östlichem Säulenportikus. Die beiden unteren Geschosse der Villa sind von einer Rundbogenfenster-Arkatur, das zweite Obergeschoss hingegen attikaähnlich von Rechtecköffnungen zwischen Pilastern geprägt.
Aufgrund der Ähnlichkeit mit dem von Architekt Johann Gottfried Gutensohn erbauten Ballinghaus in der Martin-Luther-Straße lässt sich vermuten, dass Gutensohn auch der Erbauer des Westendhauses in der Bismarckstraße ist. Beide Anwesen gehören gemeinsam mit dem Kaiserhof Victoria, dem Haus Collard, beide Am Kurgarten, dem Ballinghaus in der Martin-Luther-Straße und dem Haus Boxberger in der Unteren Marktstraße zu den markanten Biedermeier-Bauten des Ortes.

## Heutige Nutzung
Heute gehört das Westendhaus zu den Heiligenfeld Kliniken.